# E alla fine l'amore
E alla fine l'amore (Ausgerechnet Sylt) è un film per la televisione del 2018 diretto da Susanna Salonen.

## Trama
Kevin è nato e cresciuto sull'isola di Sylt, che però ha abbandonato per inseguire il successo. Lavora come project manager un'importante azienda, dedicando ad essa tutte le sue energie e tralasciando la sua famiglia. Mentre è in vacanza a Sylt assieme a sua figlia si trova a dover concludere un importante affare per la sua azienda che vuole costruire degli appartamenti di lusso sull'isola. Il terreno su cui dovranno sorgere gli appartamenti è però di proprietà di Bente, la bagnina del posto, e suo grande amore adolescenziale.

## Distribuzione
Il film è andato in onda per la prima volta su ZDF il 3 maggio 2018. In Italia è andato in onda il 6 maggio 2020 in prima serata su Rai Due.